# Борис (Вик)
Митрополит Борис (в миру Борис Иванович Вик; 28 августа 1906, Саратов, Российская империя — 16 апреля 1965, Сочи) — епископ Русской православной церкви, митрополит Херсонский и Одесский.

## Биография
Родился 15 (28 августа) 1906 года в Саратове в семье рабочего.
В 1923 году был послушником Саратовского Спасо-Преображенского монастыря.
В 1925 году окончил 5-ю Советскую школу 2-й ступени города Саратова.
В 1926 году обновленческим архиереем рукоположен во диакона целибатом. В июне 1928 года пострижен в рясофор с именем Серафим, в 1930 году — в мантию с именем Борис.
Несколько лет был келейником у обновленческого митрополита Корнилия (Попова), тогда Воронежского.
В 1930—1931 годах — клирик Рязанской обновленческой епархии.
В 1931 году мобилизован на военную службу в тыловое ополчение.
В 1934 году принят в общение с Московской патриархией в монашеском достоинстве, без признания хиротоний.
В 1935 году арестован и приговорён органами СССР, однако в июне 1937 освобождён (вероятно, при условии отказа от духовной карьеры).
В августе того же года поступил на работу в Сармашстрой (позднее назывался «Трест № 13»), где работал до сентября 1940 года. В мае 1941 года перешёл на должность коменданта в Трест зелёного строительства Саратовского горсовета, 28 августа того же года мобилизован и до октября 1942 года работал начальником снабжения и зав. складом промстроительства.
1 ноября 1942 года архиепископ Саратовский Григорий (Чуков) назначил иеромонаха Бориса (Вика) настоятелем саратовского кафедрального Троицкого собора.
В ноябре 1942 года возведён в сан игумена.
19 августа 1943 года возведен в сан архимандрита.
Верующие и причт Саратовского Свято-Троицкого собора, искренне следуя благородному примеру многих патриотов нашей славной советской отчизны, перечислили на текущий счёт Сбербанка в фонд обороны нашей Родины 200.000 рублей, которые просим обратить на строительство танковой колонны имени Дмитрия Донского.
Пусть эти грозные машины под водительством воинов героической Красной Армии, руководимой Вашим мудрым гением, несут смерть немецким варварам, очищая священную землю от фашистской скверны. Пусть наши средства послужат славе русского оружия, доблестному воинству, которое под Вашим мудрым водительством свято продолжает традиции непревзойдённого русского героизма и подлинного патриотизма. Мы молим Всевышнего и непоколебимо верим, что близок день и час полной и окончательной победы над гитлеровской Германией, и наш народ с той же уверенностью и героической кипучей энергией залечит свои раны после войны.
Слава русскому воинству!
Слава русскому оружию!
Честь, хвала и слава Вам, Иосиф Виссарионович, поднявшему и ведущему наш народ на ратный подвиг во имя счастья нашей Родины и всего передового человечества!
Желаем Вам, Иосиф Виссарионович, здравствовать на долгие годы. Храни Вас Всевышний на страх врагам и на радость нашего народа.
Настоятель Саратовского Свято-Троицкого собора архимандрит БОРИС, председатель церковного совета ЦУРИКОВА.
Прошу передать верующим и причту Саратовского Свято-Троицкого собора, собравшим 200.000 рублей на строительство танковой колонны имени Дмитрия Донского, — мой привет и благодарность Красной Армии.
И. СТАЛИН.
Газета «Правда», 17 июня 1944 года.

### На Черниговской кафедре
2 апреля 1944 года в Богоявленском кафедральном соборе Москвы состоялась его хиротония во епископа Нежинского, викария Черниговской епархии. Хиротонию возглавил патриарх Сергий. Но немедленно выехать на кафедру он не смог.
16 апреля 1945 года назначен правящим епископом Черниговским и Нежинским, первым заняв место в ликвидированной структуре Украинской православной автономной церкви (Московского патриархата), ставшее вакантным в связи с арестом архиепископа Симона (Ивановского). Тогда это была одна из крупнейших православных епархий на Украине.
После признания 3 апреля 1946 года воссоединения Японской православной церкви с Московским патриархатом вместе с епископом Сергием (Лариным) командирован в Японию. Однако они не смогли проехать дальше Владивостока, так как американские оккупационные власти не выдали им виз на въезд в страну.
В годы пребывания на Черниговской кафедре епископ Борис сумел, благодаря энергичному содействию митрополита Ленинградского и Новгородского Григория (Чукова), вернуть в Чернигов из Ленинграда мощи святителя Феодосия Черниговского (в Ленинграде мощи находились в закрывшемся антирелигиозном музее и были переданы Церкви в июне 1946 года).
По отзывам современников, владыка Борис был открытым для общения, а также поражал обывателей необычной пышностью церковных служб. Под его влиянием находилась и молодая украинская исследовательница Михайлина Коцюбинская, которая оставила небольшие воспоминания о черниговском периоде его служения:
После войны наблюдалось возрождение и усиление религиозной жизни. Особенно из-за епископа Бориса, человека образованного и культурного, который умел превратить церковную службу чуть ли не в театральное действо. Конечно, кто ходил молиться, а кто — смотреть, но храмы были переполнены. И Спасо-Преображенский собор, и Троицкая церковь.

### На Саратовской епархии
С 13 января 1947 года — епископ Саратовский и Вольский. Реализовал предоставленную ещё весной 1946 года возможность открытия Саратовской духовной семинарии (открыта 16 ноября 1947 года).
С 8 по 18 июля 1948 года принимает участие в помпезном праздновании 500-летия автокефалии Московской Патриархии, которое состоялось в столице СССР. Также принимал участие в многочисленных переговорах с предстоятелями православных церквей мира, которые проходили под патронатом официального Кремля.
18 ноября 1948 года, после ареста архиепископа Мануила (Лемешевского), епископу Борису было поручено временное управление Чкаловской епархией.
В самом начале 1949 года работники политотдела железной дороги Филимонов и Саввин докладывали секретарю обкома М. Г. Мурашкину о разговоре в поезде, участниками которого стали они сами и «8 служителей религиозного культа, в том числе БОРИС». «Последний старался вступить в разговоры с пассажирами, хвалился высоким „окладом“ доходов попов <…> „Если бы я не был ограничен законом большевистской партии, — говорит Борис — старший поп, — я бы открыл 10 церквей в Саратове, и денег принесли бы мне, и стройматериалы сумели найти“». На заявление ехавшего в том же вагоне офицера о том, что попы — пьяницы и развратники, епископ Борис, согласно Филимонову и Саввину, ответил, что это обвинение касается только некоторых, но «партия чистит ряды, и мы чистим». На вопрос Филимонова о том, откуда ему известны в подробностях факты о деятельности обкома, епископ Борис ответил: «Не беспокойтесь, у меня контрразведка работает не хуже вашей».
19 января 1949 года в Саратове по традиции состоялось торжественное освящение воды. Епископ Борис, согласно существующему положению, получил на богослужение разрешение райисполкома; заранее прорубили проруби на Волге, поставили ограждение. Температура воздуха была −10. По окончании обряда духовенство и большинство верующих вернулись в город. Однако оставшиеся 300 человек (по другим данным — 500) начали окунаться в воду и делали это в течение 35-40 минут. Саратовские события стали предметом для разбирательства на Секретариате ЦК ВКП(б) в феврале того же года. В «Правде» появился фельетон «Саратовская купель». Кроме описания самого купания в оскорбительном тоне: «порнографическое действо», «глумление над людьми», «обряд, продиктованный идиотизмом старой жизни», в фельетоне были указаны имена и фамилии конкретных «жертв» обряда. Кроме того, представители местных органов власти прямо обвинялись в содействии «дикому обряду»: «Как не совестно землякам Чернышевского идти на поводу у юродствующих кликуш и мракобесов, помогая им воскрешать дикие обряды времен язычества и бога Ярилы! <…> Пусть не пройдёт тот урок, что был задан 19 января».
«Саратовская купель» стала сигналом для целого ряда антирелигиозных статей и административных мер против духовенства и верующих. Были наказаны и представители саратовских органов власти.

### На Чкаловской епархии
22 февраля 1949 года под предлогом проявленного во время Крещенского водосвятия в Саратове попустительства, имевшего последствием соблазнительное нарушение общественного приличия и т. п., Священный Синод перевел его на Чкаловскую и Бузулукскую кафедру, сделав строгое замечание. Крещенские водосвятия под открытым небом были впредь запрещены.

### В Германии и США
В июне 1950 года командирован в советскую зону оккупации Германии и Западную Германию. По итогам подготовил отчёт о религиозной жизни на немецких землях с предложениями практического усиления позиции Московской патриархии в Германии.
26 сентября 1950 года назначен епископом Берлинским и Германским. Участвовал в деятельности НКВД СССР по ликвидации структур РПЦЗ, в частности добился перехода в МП настоятеля берлинской общины РПЦЗ архимандрита Мстислава (Волонсевича). В общем, действовал в «коридоре возможностей» послевоенной эпохи сталинизма, когда православные архиереи были вынуждены проявлять покорность и поддержку действиям СССР на оккупированных территориях. Принимал меры по восстановлению и ремонту православных храмов в ГДР и Западном Берлине.
В октябре 1951 года возведен в сан архиепископа и назначен временно исполняющим обязанности экзарха Московской Патриархии в Западной Европе.
С 29 июля по октябрь 1954 года временно управлял Ярославской епархией.
С 11 ноября 1954 года — архиепископ Алеутский и Северо-Американский, экзарх Северной и Южной Америки и управляющий Краснодарской епархией.
Однако его зимний тур по православным общинам Америки закончился депортацией из страны, поскольку правительство, видимо, усмотрело в нём агента коммунистической разведки. В апреле 1956 года временно возвращается на Украину, но вплоть до 1960 года регулярно посещает США, где занимается храмами Московской патриархии.

### Одесский период
С 25 апреля 1956 года назначен архиепископом Херсонским и Одесским с поручением ему и временного управления Ворошиловградской епархией и с оставлением за ним должности экзарха Северной и Южной Америки.
25 февраля 1959 года возведён в сан митрополита.
В начале 1960-х была установка власти на закрытие действующих храмов, сворачивание религиозной жизни. По свидетельству самих одесских коммунистов, митрополит очень препятствовал им в этом, чем нажил много врагов. Тратил много сил на противодействие уполномоченному Совета по делам РПЦ по Одесской области, стремясь отстоять от закрытия как можно больше храмов. Эта деятельность подорвала его здоровье. В «Православной энциклопедии» приводится противоположная информация: «Митр. Борис (Вик) не оказал сопротивления новой политике властей. В 1960 г. он дал согласие на снятие с регистрации и закрытие 42 церквей (в т. ч. 3 в Одессе), было подготовлено закрытие Покровского мон-ря в Балте, велась работа по ликвидации одесской Архангело-Михайловской обители (по распоряжению митрополита из мон-ря были удалены 40 монахинь и послушниц)».
Вместе с тем владыка Борис, будучи митрополитом Херсонским и Одесским, сыграл особую роль в жизни будущего предстоятеля Украинской Православной Церкви митрополита Владимира (Сабодана). Он приблизил его к себе и поставил на иподиаконское служение.
Владыка Борис был очень добрым человеком, с чувствительным сердцем. Он помогал всем воспитанникам семинарии, заботился о монахах, которых изгоняли из закрывающихся монастырей … Митрополит Борис очень любил богослужение. Всегда был в храме в предпразднственные дни Рождества, Пасхи... Мне он привил эту любовь, и я полюбил, как и он, предпразднства больше самих праздников. Митрополит очень любил заупокойные богослужения. Поминал сотни имён. Я стараюсь подражать в этом митрополиту Борису и всегда испытываю особую теплоту заупокойных молитв. Годы иподиаконства, проведённые у Владыки Бориса, – самые счастливые в моей жизни. И поныне часто вижу его во сне, как служу с ним, путешествую или беседую. Я думаю, что он молится обо мне на том свете
11 мая 1963 года был награждён орденом Владимира 1-й степени, тогда же перенес инфаркт.
В 1964 году с ним произошёл повторный инфаркт, но митрополит принял участие в юбилее патриарха Алексия.
В начале февраля 1965 года принял участие в торжествах по случаю 20-летия Патриаршего служения Патриарха Алексия I.
С 5 февраля 1965 года находился в течение трёх месяцев в госпитале; проходил дальнейший курс лечения в Сочи после третьего инфаркта, где и скончался 16 апреля 1965 года.
Отпевание митрополита Херсонского и Одесского состоялось 19 апреля, его возглавил Иоасаф (Лелюхин), митрополит Киевский и Галицкий, экзарх Украины. Похоронен в Одессе на кладбище Успенского монастыря.

## Сочинения
- Архипастырское послание [Берлин, 25 ноября 1951 г.] // Вестник Русского Западно-Европейского Патриаршего Экзархата. М., 1952. № 9. стр. 3-5.
  - Message Pastoral [Архипастырское послание. Берлин, 25 ноября 1951 г.] // Вестник Русского Западно-Европейского Патриаршего Экзархата. М., 1952. № 9. стр. 5-7.
- Пасхальное обращение [Берлин. Пасха Христова. 1952 г.] // Вестник Русского Западно-Европейского Патриаршего Экзархата. М., 1952. № 10. стр. 3-4.
  - Message Pascal [Пасхальное обращение. Берлин. Пасха Христова. 1952 г.] // Вестник Русского Западно-Европейского Патриаршего Экзархата. М., 1952. № 10. стр. 5-6.
- Рождественское обращение // Вестник Русского Западно-Европейского Патриаршего Экзархата. М., 1953. № 13. стр. 3-4.
- Рождественское обращение (Берлин. Рождество Христово. 1952 г.) // Вестник Русского Западно-Европейского Патриаршего Экзархата. М., 1953. № 13. стр. 3-4.
- Епископу Досифею [приветствие по случаю назначения его епископом Нью-Йоркским] // Журнал Московской Патриархии. М., 1959. № 6. стр. 2
- Из письма [по делу протоиерея Е.Ковалевского] (17 января 1953 г.) [на фр. яз.] // Вестник Русского Западно-Европейского Патриаршего Экзархата. М., 1953. № 15. стр. 127—128.
- Message de Noël [Рождественское послание] // Вестник Русского Западно-Европейского Патриаршего Экзархата. М., 1953. № 13. стр. 5-6.
- Salutation Pascale [Пасхальное приветствие] // Вестник Русского Западно-Европейского Патриаршего Экзархата. М., 1953. № 14. стр. 71-72.
- Пасхальное приветствие (Берлин. Пасха Христова. 1953 г.) // Вестник Русского Западно-Европейского Патриаршего Экзархата. М., 1953. № 14. стр. 70-71.
- Рождественское обращение к клиру и пастве (Берлин. Рождество Христово. 1953 г.) // Вестник Русского Западно-Европейского Патриаршего Экзархата. М., 1954. № 17. стр. 3.
- Сообщение [о решении Патриарха Алексия I по вопросам церковной жизни Западно-Европейского Экзархата, в том числе по делу протоиерея Е.Ковалевского] (17 января 1953 г.) // Вестник Русского Западно-Европейского Патриаршего Экзархата. М., 1953. № 15. стр. 121—122.
- О насильственном разлучении православной паствы в Америке со своим архипастырем // Журнал Московской Патриархии. М., 1955. № 3. стр. 13-14.
- Святейшему Патриарху Московскому и всея Руси Алексию [к делу о Св.-Николаевском соборе в Нью-Йорке] // Журнал Московской Патриархии. М., 1960. № 7. стр. 3.
- [Московская Патриархия поздравляет с победой (полетом Ю. Гагарина в космос)] // Журнал Московской Патриархии. М., 1961. № 5. стр. 8-9.
- Поучение в день Пятидесятницы // Журнал Московской Патриархии. М., 1961. № 6. стр. 39-40.
- Редакции «Журнала Московской Патриархии», Преосвященному епископу Питириму [поздравление в связи с 20-летием журнала] // Журнал Московской Патриархии. М., 1963. № 9. стр. 8.
- Речь на приеме участников сессии Исполнительного комитета Всемирного Совета Церквей в Одессе 10 февраля 1964 года // Журнал Московской Патриархии. М., 1964. № 4. стр. 16-17.

## Награды
- медаль «За доблестный труд в Великой Отечественной войне 1941—1945 гг.» (1946).
- крест на клобук (27 декабря 1954).
- орден святого благословенного князя Владимира I степени (11 мая 1963).